# Border Terrier
Le Border Terrier est une race de chien originaire de la frontière Angleterre-Écosse,  il fait partie de la 3e catégorie, groupe 3 : les terriers.

## Histoire

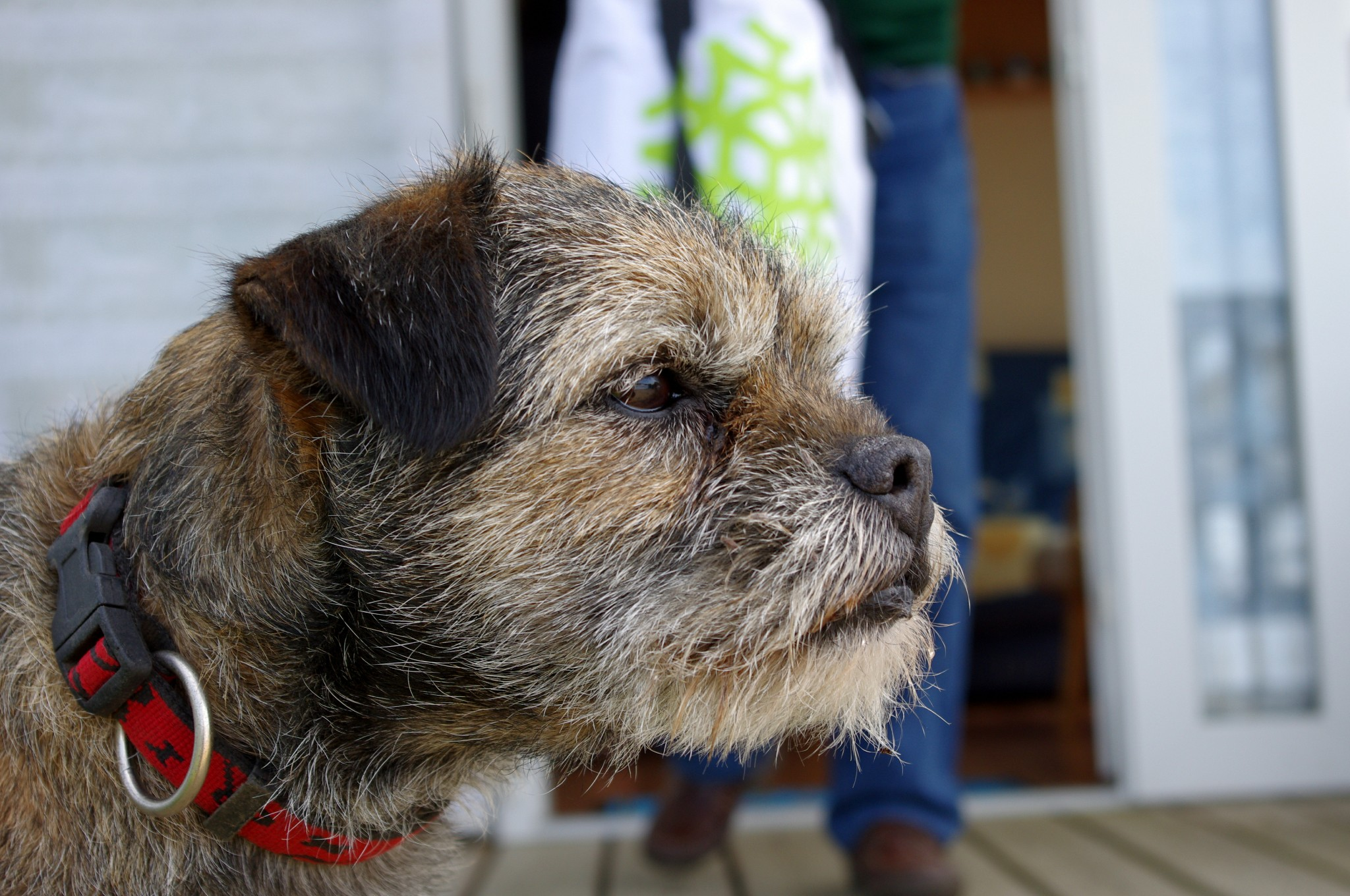
Tête d'un Border Terrier.

Il porte le nom de la région des Borders, où il a été élevé. Il serait issu de l'ancien type de Bedlington Terrier avec des apports de Lakeland Terrier et de Dandie Dinmont Terrier. 
Son nom s'impose en 1880. Un club spécialisé est créé en 1920. Il est d'abord utilisé pour la chasse aux renards et pour accompagner les meutes de chiens courants. Très rare en France jusqu'en 1985, il connaît depuis un réel engouement.

## Description

### Aptitudes
Rustique, d'une endurance exceptionnelle, plein d'allant, capable de suivre un cheval, courageux et fort.

#### Caractère
Il est doté d'une forte personnalité mais avec un heureux caractère. Très attaché à ses maîtres, il adore les enfants. Il s'adapte à la vie en appartement si on lui propose de longues et fréquentes sorties.

#### Chasse

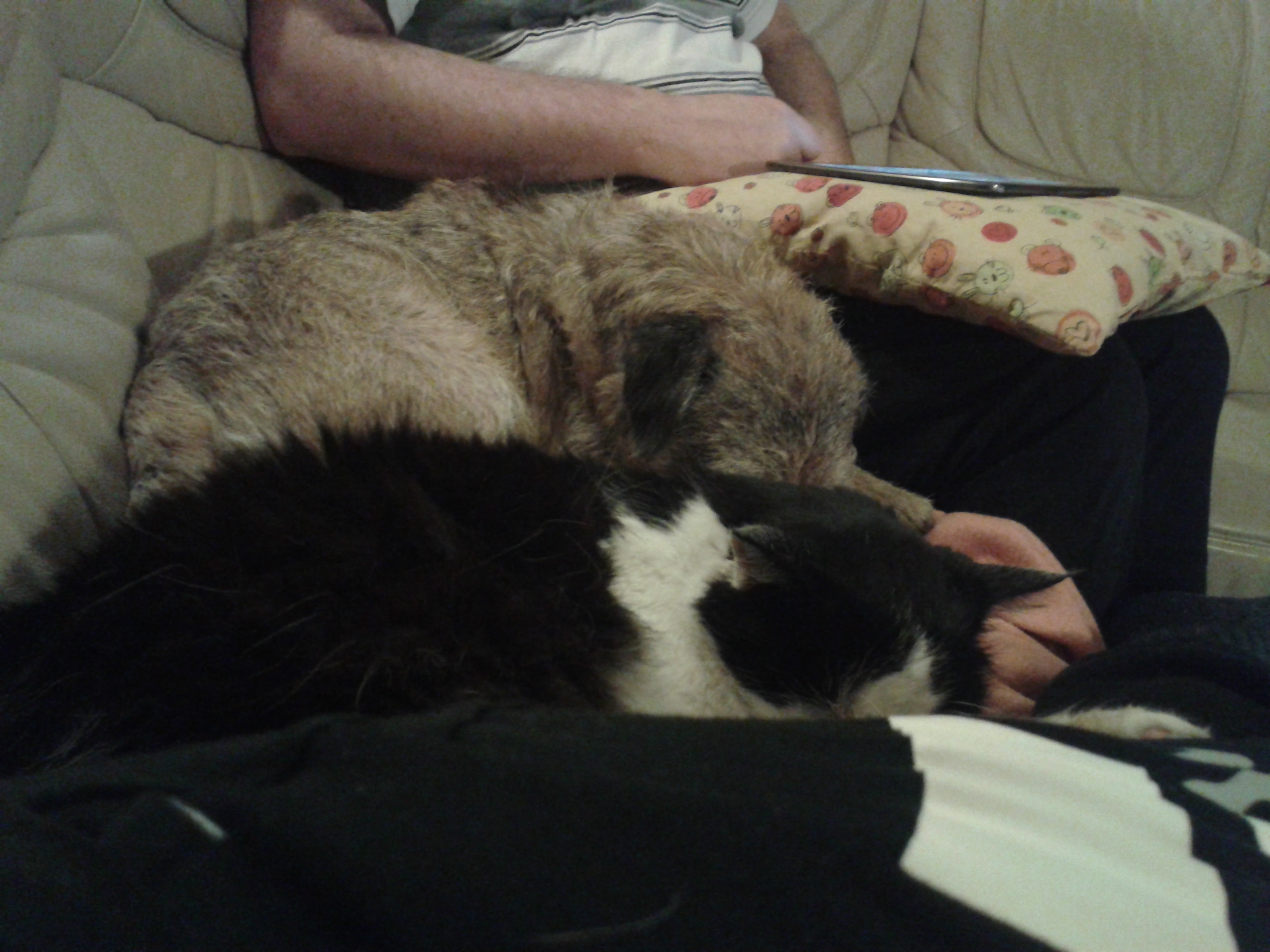
Border terrier et son chat.

Tout le standard du border terrier est établi sur le fait qu'il soit un chien de travail. 
Son travail originel : le border terrier était intégré aux meutes de foxhounds pour suivre les chasses à courre et relancer la chasse lorsque le renard s'enfermait au trou.
Son comportement au terrier varie selon les individus et les espèces chassées (renard, blaireau, ragondin, chien viverin). Il peut faire sauter, faire prise ou acculer pendant des heures.
Le border terrier est également utilisé pour la chasse sur terre : petit et gros gibier. 
Pour le petit gibier, son comportement sera celui d'un broussailleur, leveur de gibier. Bien éduqué, il rapportera (il a quand même la dent dure).
Pour le gros gibier, excellent aux pieds, il a une petite quête et de courtes menées. Il donnera à vue ou sur voie très chaude.
Recherche au sang : quelques border terriers sont brevetés pour la recherche au sang}.
Ce chien est un terrier qui est apte à débarrasser une maison de tout rongeur. C'est pourquoi, il est vivement déconseillé de le faire cohabiter avec des lapins nains, hamster, gerbilles, etc. Quoi qu'il en soit, il lui est possible de s'adapter à une autre espèce comme à un chat, mais ces chiens ayant longtemps été des chiens de travail et l'étant encore en tant que chiens de chasse, ils possèdent souvent un fort instinct de chasseur qui peut être plus ou moins marqué selon les individus.

#### Sport

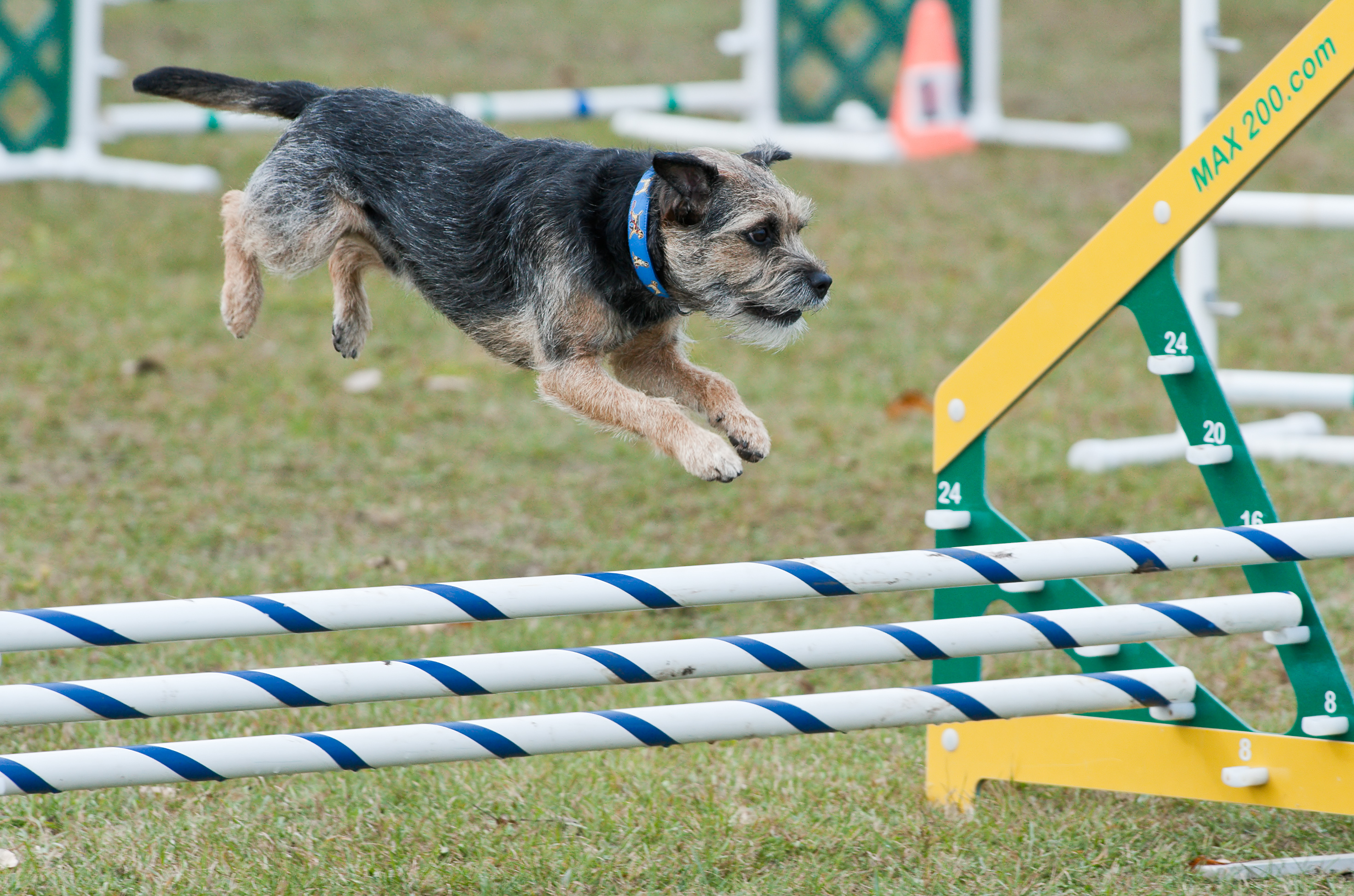
Border Terrier blue and tan en agility.

Un certain nombre de border terriers sont utilisés dans la pratique d'agility ou d'obédience. Ce sont des chiens obéissants et attentifs et il leur est facile d'apprendre et d'intégrer des consignes.

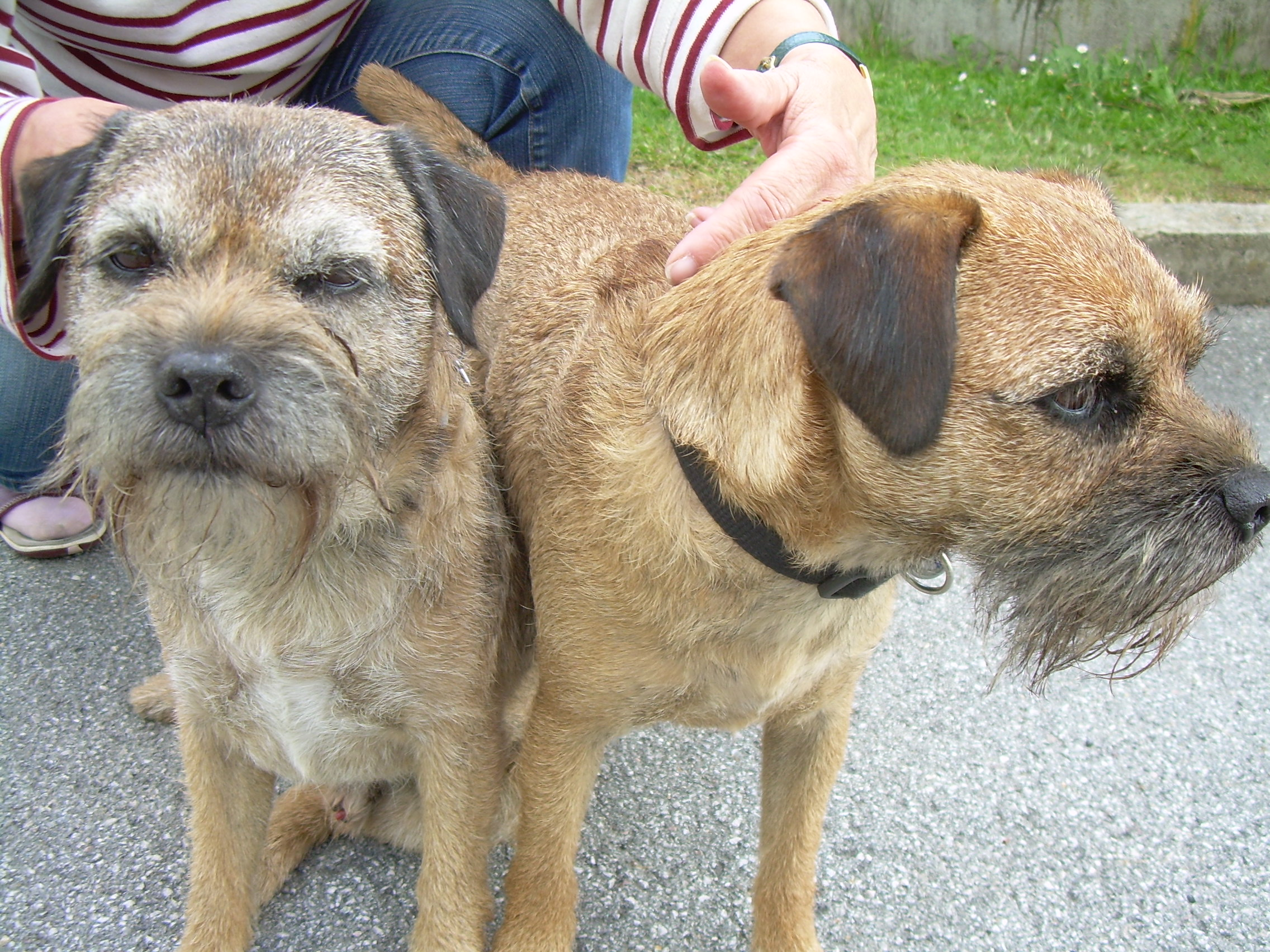
Border terriers grizzle and tan.

### Poil et couleurs
Ces petits chiens ont le poil dur et dense et son sous-poil est très serré, ce qui peut parfois étonner les gens qui la caressent car ils le trouvent rugueux. Le pelage est majoritairement : 
- grizzle and tan : roux-brun avec présence de poils noirs disséminés sur le dos, oreille, moustache (le sous-poil roux-brun) ;
- red : rouge, roux-brun foncé sans un poil noir (sous-poil roux-brun) ;
- wheaten : froment sans un poil noir (couleur des blés – couleur disparue depuis plusieurs années) ;
- blue and tan : bleu et feu, le dos noir avec impérativement des poils blancs qui donnent cet aspect bleuté (sous-poil noir).

Ces différences de pelage interviennent assez régulièrement suivant le patrimoine génétique des parents, mais il n'y a pas d'élevage par couleur de poil et une chienne rousse peut donner naissance à des chiots froment ou bleu et feu.  

#### Entretien
Le border terrier ne mue pas ce qui implique peu de perte spontanée de poils mais un besoin régulier de toilettage que l'on appelle trimage ou épilation. Les ciseaux et la tondeuse sont proscrits (sauf pour les zones sensibles : abdomen, vulve, anus). Son entretien est néanmoins simple mais tout dépend de la qualité et de la texture de son poil. 
Qu'il soit de compagnie, de chasse ou d'exposition, le nombre d'épilations varie entre deux et quatre par an voire plus. Tout dépend de la qualité du poil et de son temps de repousse. Contrairement aux idées reçues, un poil trop long ne protégera pas des intempéries, du froid et des agressions du biotope. Un bon poil protecteur doit rester serré. Le border terrier n'est pas un schnauzer et ne possède pas de barbe. Sa moustache doit s'entretenir à hauteur de joue (il suffit de tirer sur les poils les plus longs). 
Pour ne pas abîmer son poil, il est déconseillé de le laver trop souvent car la couche de gras qui imperméabilise le pelage disparaît au lavage. 

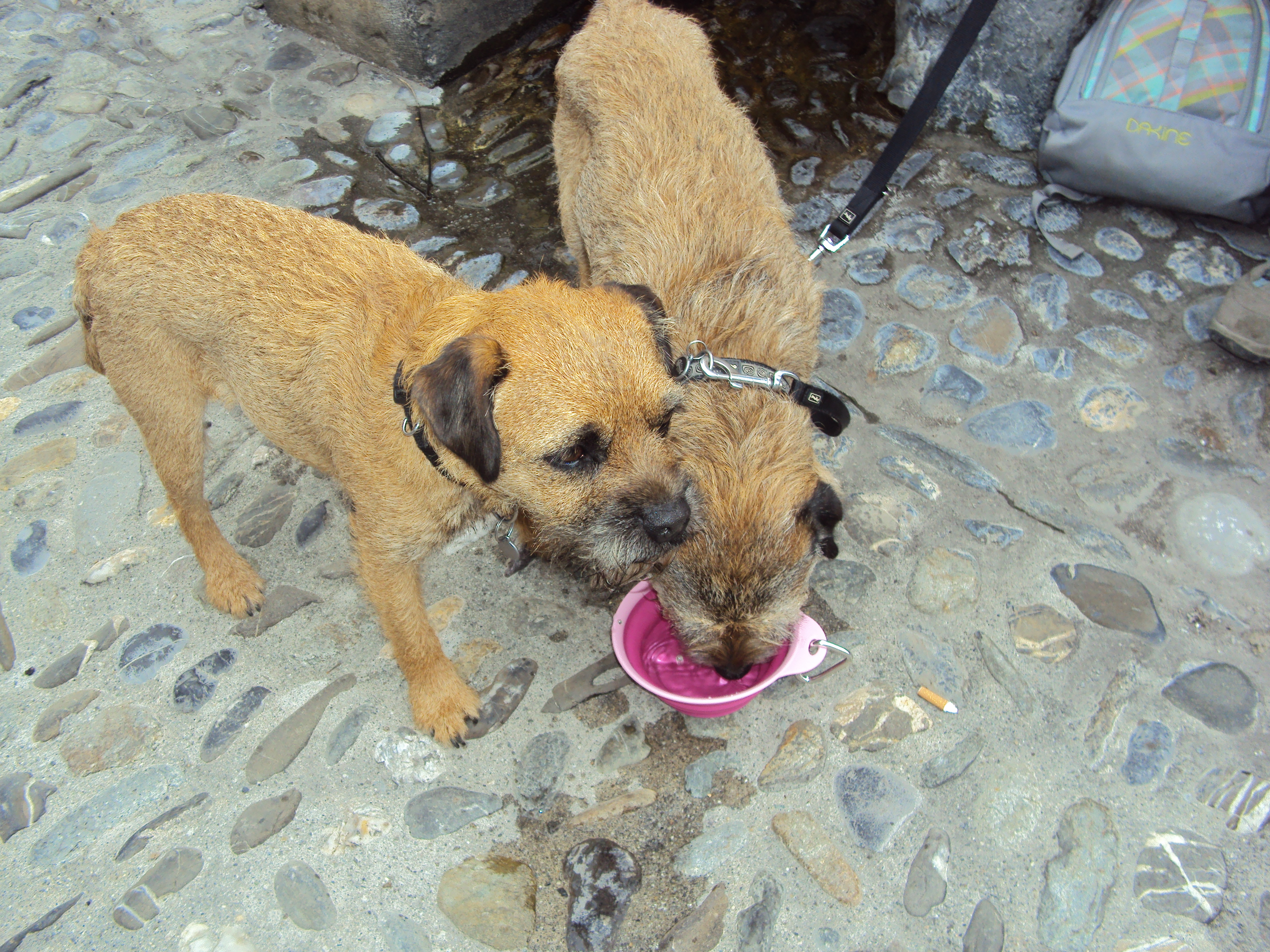
Border terrier grizzle and tan toiletté récemment.

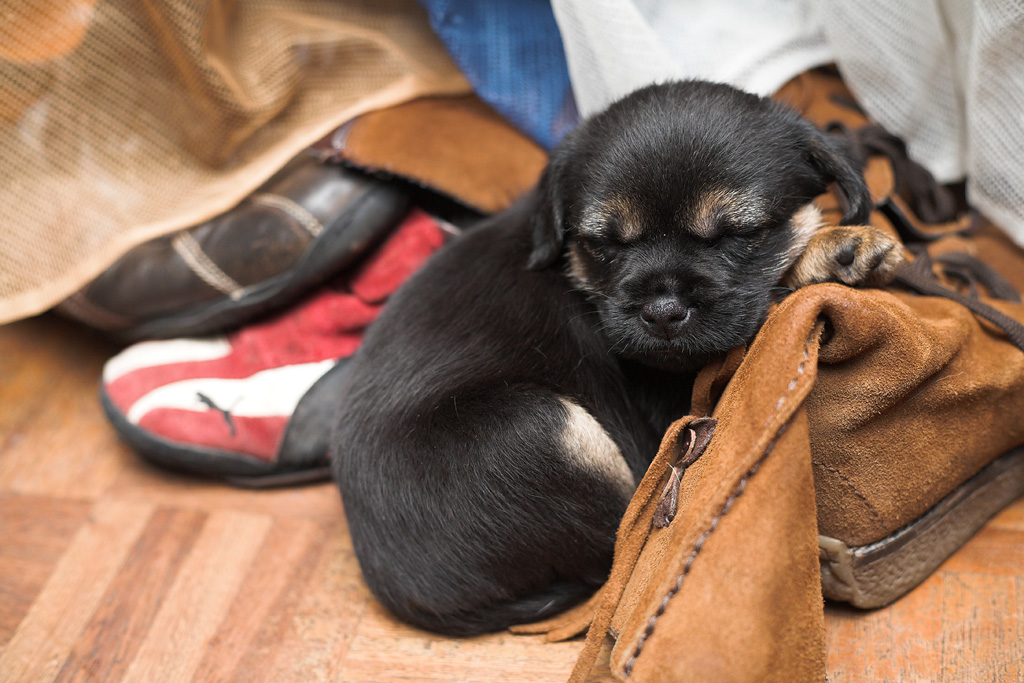
Chiot border terrier de moins d'un mois et demi de couleur blue and tan.